# Jeton Kelmendi
Jeton Kelmendi Peje, Kosovo, 1978) es un poeta y publicista albanés. Realizó sus estudios universitarios en Pristina, y actualmente vive en Bruselas. Trabaja como publicista en media, en Kosovo y en el extranjero, es miembro de la Asociación de los Periodistas Profesionales de Europa. 

## Biografía
Jeton Kelmendi, poeta, dramaturgo, traductor y periodista, nació en la ciudad de Peja en 1978. Hizo sus estudios básicos en su pueblo natal, y después se inscribió en la facultad de periodismo de la universidad de Prishtina, Kosova. Más tarde fue ingresado en el programa post universitario de políticas internacionales y seguridad, en la Universidad de Bruselas. Por muchos anos ha escrito y publicado volúmenes en poesía, ensayo, prosa, y cuentos.
Por varios anos es colaborador e muchos medios de comunicación en Idioma Albanés y extranjeros, donde comparte con el público varias temas en el ámbito cultural, política, y en particular todo lo relacionado con relaciones internacionales. Jeton Kelmendi fue reconocido por primera vez después de publicar su primer volumen de poesías, con el título “El Siglo de Promesas” (“Shekulli i Premtimeve”), publicado en 1999. Después publicó varios otros libros literarios. Como uno de los pocos escritores albaneses, sus poesías son traducidas en más de 25 idiomas del mundo, y son publicadas en varias antologías internacionales. Kelmendi es considerado como uno de los representantes más respetuosos de la poesía moderna de Albania. 
Kelmendi es miembro de varias asociaciones literarias y es contribuidor constante en distintas revistas literarias y culturales en Romanía, Francia y Estados Unidos. Su distinta presencia en la expresión poética es la atención que él le dedica a la expresión en versos, la elaboración moderna del texto y la profundidad del mensaje. En su discurso poético se nota el lirismo romántico y el verso elíptico en combinación con metáforas y símbolos artísticos. Es veterano de la guerra de liberación de Kosova, como miembro de las Fuerzas de Liberación de Kosova en 1998-1999. En el presente trabaja y escribe desde Bruselas.

### Libros publicados
- “El Siglo de Promesas,” 1999, Poesía,[1]
- “Mas Alla del Silencio,” 2002, Poesía
- “Si fuera medio dia,” 2004, Poesía
- “Regalame un poco, mi patria,” 2005, Poesía
- “Donde se van las llegadas,” 2007, Poesía
- “La Señora Palabra,” 2007, Drama, , «ZONJA FJALÀ - DRAMÀ». Lulu. Lulu.com. Consultado el 2007.
- “Viniste por las huellas del viento,” 2008, Poesía
- “El tiempo cuando tendrá tiempo,” 2009, Poesía, ,[2]
- “El camino de los pensamientos,” 2010, Poesía, .
- “Llamo a las cosas olvidadas,” 2013, poesías
- La misión de Unión Europea en Kosovo, después de la independencia, 2010, Política de seguridad, EE. UU.
- Las misiones de NATO Y Unión Europea, en cooperación o en competencia, 2012, política de seguridad.

### Obras en idioma extranjero
- «Cuánto están despareciendo los vientos» publicado en Romania,2008
- «El respiro” publicado en India, 2009
- «Doña Palabra» publicado en Francia, 2011
- «Cuando empieza el silencio» publicado en Francia, 2011[3] poetry; París, France,[4][5]
- «Donde se van los silencios» publicado en Grecia, 2010
- «Como lo quieres» publicado en Alemania, 2011 .
- «Como lo quieres» publicado en Turquía, 2011
- «La palabra pasa sobre el silencio» poesías, 2009
- «Como alcanzar a vos mismo» publicado en EE. UU, 2010
- «Doña Palabra» drama, publicado en Alemania, 2012
- «Tres Elípticos» publicado en Egipto, 2012 ,[6][7]
- «Encima del tiempo» poesías, publicado en Ucrania, 2012 «НА ВЕРХІВ’Ї ЧАСУ».</ref>
- «Un verso sobre el tiempo que se fue» poesías, publicado en Rusia, 2013
- «34 poesías- poemus» República Popular de China, 2013
- «Cómo llegar a ti mismo» República Argentina, 2014

### Premios internacionales
- “El gran premio internacional Solenzara Paris,” 2010, SOLENZARA  Archivado el 12 de marzo de 2016 en Wayback Machine.
- El premio internacional “La tercera mejor poesía del Mundo” Sarajevo, Bosnia Herzegovina, 2013
- El Premio Nacional de Poesía “Din Mehmeti” – Gjakove, Kosova, 2011
- El premio internacional “Nikolaj Gogol” Ucrania 2013.
- El premio internacional “Alexander the Great” Grecia 2013
- Miembro de la Asociación de periodistas profesionistas de Europa, Bruselas
- Miembro de la Academia de Ciencias, Artes y Letras de Europa, París, Francia
- Miembro de la Academia de Ciencia y Altos Estudios de Ucrania, Kiev, Ucrania
- Miembro del PEN Centro Internacional de Francofonía, Bélgica